# Maliattha rectilinea
Maliattha rectilinea är en fjärilsart som beskrevs av Pierre E.L. Viette 1982. Maliattha rectilinea ingår i släktet Maliattha och familjen nattflyn. Inga underarter finns listade i Catalogue of Life.